# История Реюньона
Остров был необитаем, с X века посещался арабскими мореплавателями, которые называли его Дина Маргабин — Западный остров. Реюньон стал одним из немногих островов в регионе, где первыми поселенцами были европейцы.
В июле 1500 года на острове высадился португальский мореплаватель Диогу Диаш.
9 февраля 1512 года или 1513 года в день святой Аполлонии на острове высадился португальский мореплаватель Педру ди Машкареньяш. В честь этого события португальцы назвали его остров Святой Аполлонии (Santa Apollonia).

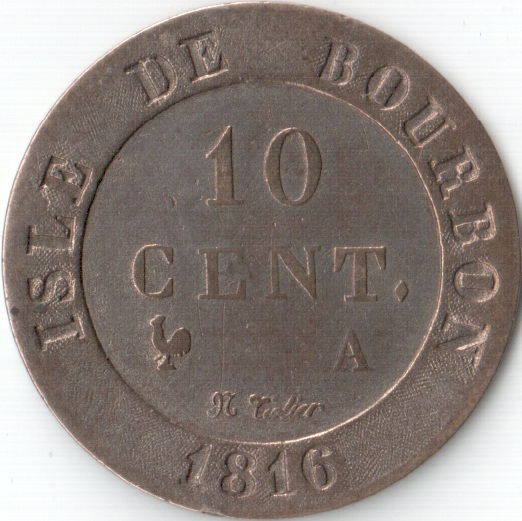
10 сантимов 1816 Остров Бурбон

С 1642 года — владение Франции. В 1649 году по желанию Луи XIII стал именоваться остров Бурбон (Île Bourbon) в честь королевской семьи Бурбонов. Во второй половине XVII века на остров было завезено большое количество рабов с Мадагаскара, а также из Африки.
В 1715 году начинается производство кофе, из Йемена завезены первые шесть кофейных деревьев.
В 1730 году пойман пират Оливье Ле Вассёр, приговорен к смерти и 7 июля повешен в Сен-Поле.
В 1738 году губернатор Маэ де ла Бурдоннэ принял решение перенести столицу из Сен-Поля в Сен-Дени.
В 1764 году права владения островом переходят от Французской Ост-Индской компании к Французской короне.
23 марта 1793 году после свержения монархии во Франции остров был переименован в Реюньон или Реюньон де Патриот, в честь исторического объединения революционеров из Марселя и Национальной гвардии в Париже, которое состоялось 10 августа 1792 года во время Великой Французской революции. Однако документов подтверждающих такую версию происхождения названия Реюньон нет.
В 1801 году остров стал именоваться остров Бонапарт (Île Bonaparte) в честь Наполеона Бонапарта.
В 1810 году в результате наполеоновских войн Британская империя получает контроль над островом и возвратила старое название остров Бурбон. Тогда же англичане заложили плантации сахарного тростника. Вскоре сахар стал важнейшим продуктом экспорта.
В 1815 году остров был возвращён Франции по Парижскому мирному договору (1814).
В 1819 году на острове начинается производство ванили.
В 1848 году название острова вновь меняется, вместо остров Бурбон снова остров Реюньон.
20 декабря 1848 года на острове было отменено рабство (20 декабря является праздником на Реюньоне). Для работ на плантациях кофе и сахарного тростника стали завозиться наёмные рабочие из Индии, а также из Китая.
В 1870 году на острове начался долгий экономический спад из-за открытия судоходства через Суэцкий канал. Корабли на торговом пути между Европой и Азией на острове больше не останавливаются.
В 1879—1882 годах на острове была построена железная дорога под руководством инженера Александра Лаваллэ.
В годы Первой мировой войны падение мировых цен на сахар привело к массовому разорению мелких и средних плантаторов, застою экономики и уменьшению численности населения Реюньона с 208 тысяч в 1866 году до 173 тысяч в 1921 году.
В 1929 году первый самолёт совершил посадку на острове.
28 декабря 1936 года первый самолёт прибыл в аэропорт Реюньона Ролан Гаррос.
В 1940 году местные органы власти сохраняют лояльность режиму Виши во Франции.
В 1942 году началась британская оккупация острова.
В 1946 году остров возвращается под контроль Франции. 19 марта статус острова меняется. Из французской колонии он становится заморским департаментом Франции.
В 1948 году серьёзный ущерб острову нанёс циклон. Скорость ветра достигала 300 км/ч.
В 1952 году в городе Силао установлен мировой рекорд по количеству осадков, выпавших в течение суток — 1869,9 мм.
В 1974 году статус острова вновь меняется. Из заморского департамента Франции он стал административным регионом Франции.
В 1991 году остров потрясли массовые беспорядки в связи с финансовыми и политическими скандалами.
В 2004 году Реюньон подал заявку на членство в Общем рынке Восточной и Южной Африки.
В 2005 году маленькие острова в Мозамбикском проливе — Европа, Бассас-да-Индия и острова Глорьёз — переходят из юрисдикции Реюньона в юрисдикцию Французских Южных и Антарктических территорий.
4 октября 2005 года произошло очередное извержение вулкана Питон-де-ла-Фурнез. С 1640 года зарегистрировано более 100 извержений.